# Molophilus (Molophilus) mirla
Molophilus (Molophilus) mirla is een tweevleugelige uit de familie steltmuggen (Limoniidae). De soort komt voor in het Australaziatisch gebied.